# Anastasia (figlia di Costanzo Cloro)
Anastasia (fl. 314) fu la figlia dell'imperatore romano Costanzo Cloro e della sua seconda moglie, Flavia Massimiana Teodora; membro della dinastia costantiniana, rientrò nei giochi politici del fratellastro Costantino I.

## Biografia
Anastasia sposò Bassiano, un matrimonio con scopi dinastici, visto che Costantino elevò nel 314 Bassiano al rango di cesare per l'Italia. L'imperatore della parte occidentale dell'impero inviò al suo collega orientale, Licinio, Flavio Costanzo, allo scopo di ottenere il riconoscimento della nomina del cognato.
Licinio riuscì a convincere Bassiano a ribellarsi contro Costantino, consigliato dal proprio fratello Senecio, stretto collaboratore di Licinio stesso; Costantino venne a sapere del complotto e mise a morte Bassiano. Quando però chiese a Licinio di consegnargli Senecio, ricevutone un rifiuto, mise fine alla pace e attaccò il collega.
A Costantinopoli, nella nona regione, c'era un complesso termale a lei intitolato.

### Fonti primarie
- Anonymous Valesianus, v.14-15.

### Fonti secondarie
- DiMaio, Michael, "Anastasia (Daughter of Constantius I Chlorus)", De Imperatoribus Romanis, su roman-emperors.org.